# Autostrada AP-41 (Hiszpania)
Autostrada AP-41 (hiszp. Autopista AP-41), także Autopista Madrid-Toledo (Autostrada Madryt-Toledo) – autostrada w Hiszpanii przebiegająca przez teren wspólnot autonomicznych Madryt i Kastylia-La Mancha.
Autostrada łączy Madryt z Toledo. W oryginalnym projekcie miała biec przez Ciudad Real, Puertollano do Kordoby i stanowić alternatywę do bezpłatnej drogi ekspresowej . Odcinek na południe od Toledo został anulowany z powodu zbyt dużej ingerencji w środowisko naturalne.